# Karolina Ewelina Lubomirska
Karolina Ewelina Lubomirska z domu Ponińska, herbu Łodzia (ur. 25 grudnia 1818, zm. 27 listopada 1890 w Wiedniu).

## Życiorys
Córka księcia Karola Henryka Jerzego Ponińskiego i Heleny Górskiej z Góry herbu Pobóg. 14 października 1840 w Czerwonogrodzie, wyszła za mąż za Adama Hieronima Lubomirskiego.
Założyła i prowadziła ogrody i szkółki w Miżyńcu, do których przyłączono, w okresie międzywojennym, kierowane przez Stefana Makowieckiego ogrody i szkółki Lubomirskich w Charzewicach. Do dziś zachował się, w dobrym stanie, dawny park podworski w Miżyńcu, jednak już bez szklarni i szkółek drzew owocowych; rośnie w nim jeszcze dziś ponad 140 gatunków drzew i krzewów.

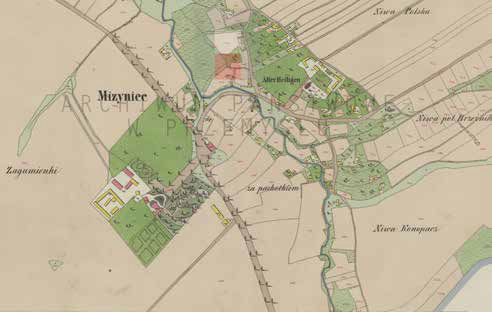
Ogrody Lubomirskich w Miżyńcu. na mapie z 1853

Po bezpotomnej śmierci brata męża, Jerzego Romana, w 1865, testamentem brata, zostali spadkobiercą rodowego majątku Lubomirskich w Charzewicach. Przeniosła się do Charzewic z dóbr miżynieckich, którymi dotąd zarządzali i które wszyły w skład majątku. Rozbudowali i przebudowali z mężem wg projektu architekta J. Niedzielskiego pałac w Charzewicach, w stylu klasycystycznym, dodając doń murowane piętrowe oskrzydlenia, czyniąc go bardziej okazałą rodową siedzibą Lubomirskich, linii rzeszowsko – rozwadowskiej.
Wanda Maria Helena (1841-1910), Jerzy Kalikst Hieronim (1843- ?), Hieronim Adam (1844-1905), Henryk (1846-1847), Maria (1850- ?), Adam Franciszek (1852-1893).
Pochowana w krypcie klasztoru franciszkanów w Rozwadowie.